# Момин проход
Момин проход е град в Западна България, Софийска област, община Костенец. По данни на ГРАО към 15 юни 2023 г. в града живеят 1388 души по настоящ адрес и 1488 души по постоянен адрес.

## География
Отстои на около 70 км от София.
Разположен е в Средногорието в близост до планините Средна гора и Рила, както и до прохода Траянови врата. През града минава река Баншница.

## История
Землището на Момин проход е населено от древността. Имало е тракийско селище на серди и беси. Известно е с топлите си минерални извори още от времето на Римската империя.
През римското владичество баните с горещите минерални води са високо каптирани. През 1922 г. при разкопки са установени антични градежи, където днес се намира старата баня.
По времето на Османското владичество селището е известно с името Солудервент (Воден проход / Проход на водите).
През 1950 г. Момин проход е обявен за балнеоложки курорт с национално значение. Обединен е с гара Костенец и става квартал в новообразувания град Костенец през 1964 г.
На 21 септември 2006 г. Момин проход отново получава административна самостоятелност и статут на град.
Минералните извори в Момин проход са съществували като център на старо тракийско селище на серди и беси. Използвани са от римляните през епохата на императорите. Селището е разрушено през V и VI век от нашествията на хуните и готите.
През 976 г. в този район цар Самуил разгромява армията на византийския император Василий II, а полският крал Владислав Варненчик разбива турските войски и се сключва сегединският мир през 1443 г.
От 1576 г. курортът се именува Солудервент (Воден проход / Проход на водите). Наричан е още Момина клисура (по легендата за отбраната на прохода от девойки) и Момина баня (по поверието за появата на нимфи моми в радиоактивните изпарения). От 1939 г. курортът носи името Момин проход.
Баните и инхалаториумът са построени през периода 1925 – 1938 г., а санаториумите и почивните домове – в следващите няколко десетилетия.
През 1981 година в селото е основан фолклорен ансамбъл „Момин проход“, изпълняващ традиционна местна народна музика, който през 1997 година получава европейска награда за народно изкуство на фондация „Алфред Тьопфер“.

## Курорт
Момин проход е известен със своите 9 минерални извора с температура на водата 56 °C и радиоактивност, втора в България след Нареченски бани, трета в Европа и 25-а в света. Водата в Момин проход облекчава и лекува заболявания на дихателната, сърдечно-съдовата, нервната и храносмилателната системи, както и проблеми на метаболизма на веществата и различни алергии.
В града действа клон на „Специализирана болница за рехабилитация – национален комплекс“ ЕАД.

## Галерия
- Болницата за рехабилитация
- Градският парк с читалището отзад
- Читалище „Гео Милев“
- Чешмата с минерална вода